# Saint-Géron
Saint-Géron (okzitanisch: Sant Geronç) ist eine französische Gemeinde mit 244 Einwohnern (Stand 1. Januar 2022) liegt im Département Haute-Loire in der Region Auvergne-Rhône-Alpes (vor 2016 Auvergne). Sie gehört zum Arrondissement Brioude und zum Kanton Brioude. 

## Geographie
Saint-Géron liegt etwa 57 Kilometer nordwestlich von Le Puy-en-Velay. 
Umgeben wird Saint-Géron von den Nachbargemeinden Lempdes-sur-Allagnon im Norden, Bournoncle-Saint-Pierre im Osten, Beaumont im Süden und Südosten, Saint-Beauzire im Südwesten, Lorlanges im Westen sowie Léotoing im Westen und Nordwesten.

## Weblinks

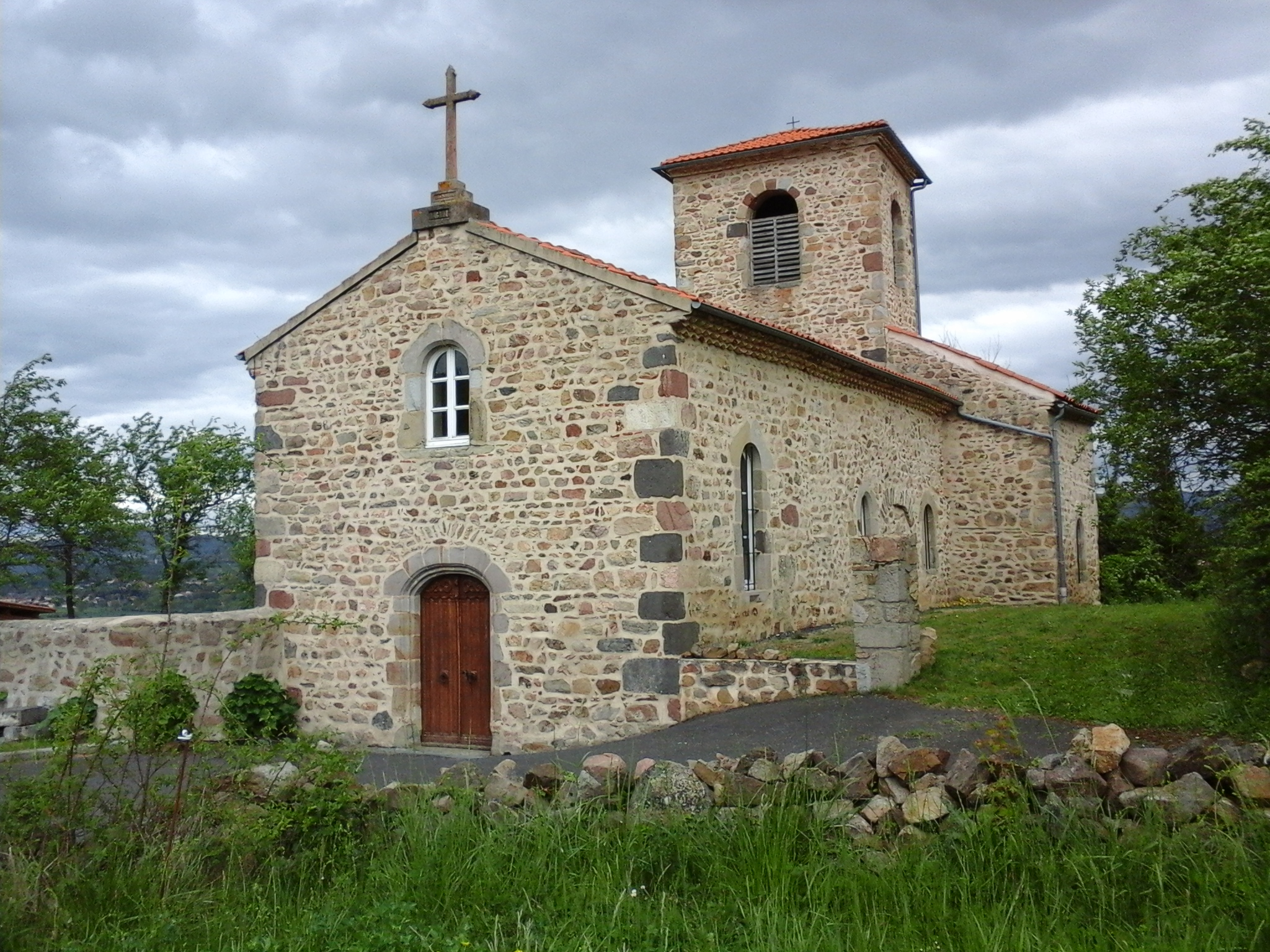
Kirche Saint-Géron

## Bevölkerungsentwicklung
| Jahr                       | 1962 | 1968 | 1975 | 1982 | 1990 | 1999 | 2006 | 2011 | 2017 |
| Einwohner                  | 196  | 177  | 154  | 164  | 161  | 178  | 188  | 245  | 258  |
| Quellen: Cassini und INSEE |      |      |      |      |      |      |      |      |      |

## Sehenswürdigkeiten
- Kirche Saint-Géron